# Andrzej Żarnecki

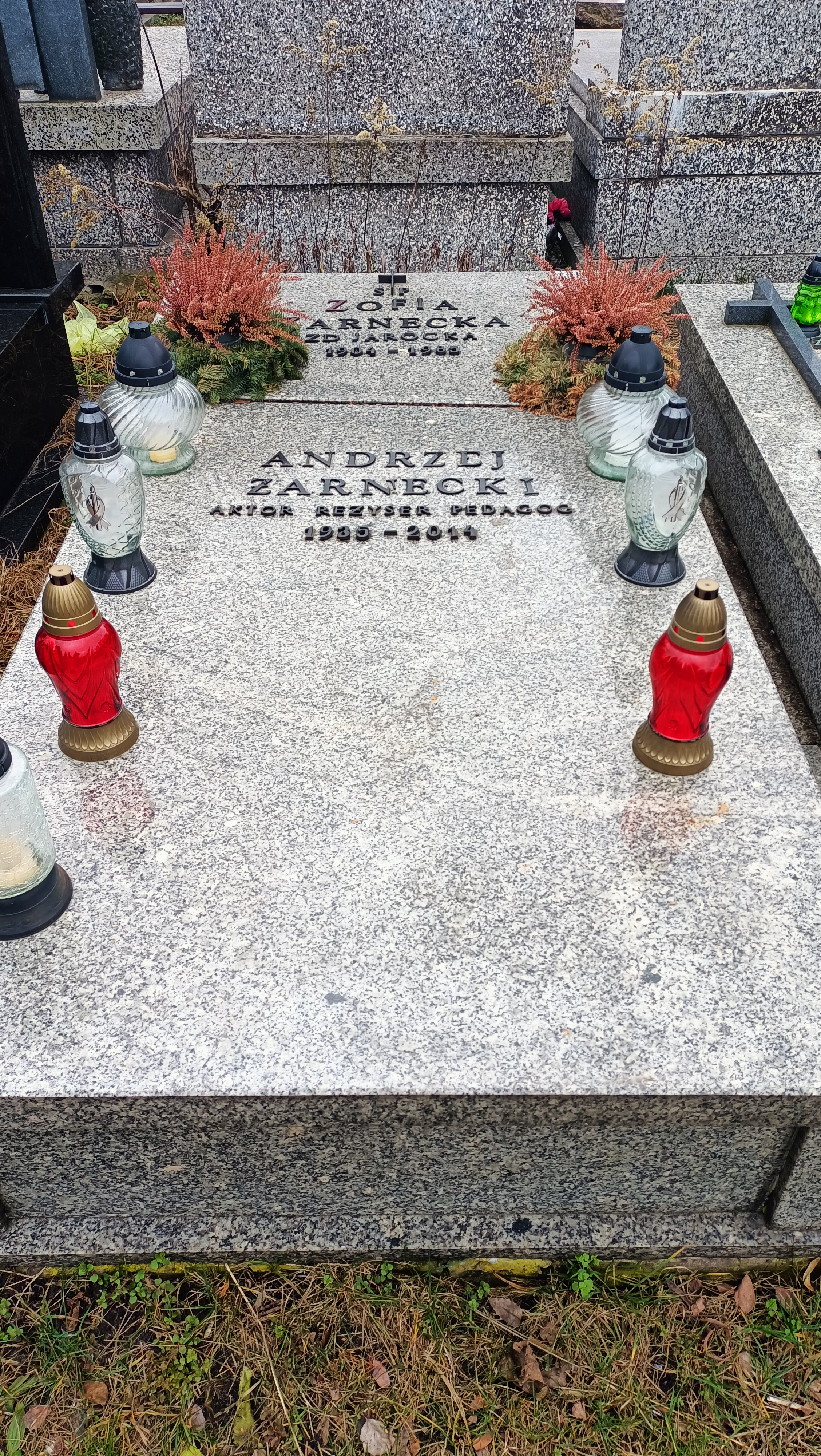
Grób Andrzeja Żarneckiego na cmentarzu Wawrzyszewskim w Warszawie

Andrzej Stanisław Żarnecki (ur. 1 czerwca 1935 w Łodzi, zm. 30 stycznia 2014 w Nałęczowie) – polski aktor i reżyser teatralny.

## Życiorys
W 1956 ukończył studia na Wydziale Aktorskim PWST w Warszawie, w latach 1972-1976 studiował na tej samej uczelni na Wydziale Reżyserii Dramatu. W 1999 otrzymał tytuł profesora sztuk teatralnych. Przez wiele lat był aktorem Teatru Polskiego w Warszawie. Wykonywał m.in. Różę i bez – tytułową piosenkę filmu Jak rozpętałem drugą wojnę światową; czy też utwór „Zabawa w Sielance” ze słowami Agnieszki Osieckiej.
Był synem profesora Tadeusza Żarneckiego i bratem operatora dźwięku Michała Żarneckiego.
Został pochowany na Cmentarzu Wawrzyszewskim w Warszawie.

## Filmografia (wybór)
- 1964: Rysopis
- 1966: Mistrz jako pianista
- 1969: Struktura kryształu jako Marek
- 1976: Znaki szczególne jako dyrektor Witold Jaworowicz
- 1980: Ćma jako „Gruby”
- 1976: Zaklęty dwór jako Zygmunt Żwirski
- 1988: Gdzieśkolwiek jest, jeśliś jest... jako kuzyn Hulanickich
- 1997: Brat naszego Boga jako mąż pani Heleny
- 2005: Jan Paweł II jako profesor Kierk
- 2006: Kto nigdy nie żył... jako biskup
- 2006: Kryminalni jako Henryk Nawrocki, ojciec Luizy (odc. 41)

## Dubbing
- 2005: Gwiezdne wojny: część III – Zemsta Sithów – Tion Medon